# Ante Katunarić
Ante Katunarić (Split, 11. siječnja 1877. – 2. svibnja 1935.) je bio hrvatski likovni umjetnik i profesor iz Splita. Osim što je bio likovni umjetnik, bio je glazbenik, pedagog, novinar, književniko, fotograf i športaš. 
Svojom je svestranom pojavom obilježio splitsko međuratno razdoblje. U likovnosti se iskazao od ilustracije do grafičke opreme splitskih časopisa i knjiga. Pretpostavlja se da je ilustrirao knjigu splitskog pjesnika i budućeg gradonačelnika Vicka Mihaljevića, zajedno sa samim Mihaljevićem i Meneghellom Dinčićem. 
Katunarićev opus grafika čini stotinjak djela različitih tehnika. Njegov je doprinos hrvatskom slikarstvu slabije vrednovan.
Bio je drugim i četvrtim predsjednikom HNK Hajduka, od 1912. do 1913. godine i 1913.
Kao književnik služio se pseudonimom Duje Balavac (Ante o'Soca).
Napisao je ova djela:
- Splitski ratni soneti: (gladni soneti 1917.); Tamašna vrimena :(monolog), Duje Balavac (Ante o’Soca), 1918.
- S Jadrana : novele, 1930.
- Bog je providio i druge priče, 1933. (sadrži autoportret)

Njegove su pripovijetke ušle u antologiju Kazivanja o Splitu : zbornik pripovijednih proza iz grada pod Marjanom prireditelja Zdravka Mužinića iz 1997. godine. Anatolij Kudrjavcev je Katunarićeve pjesme uvrstio u svoju antologiju Splite moj: poezija o Splitu iz 2002. godine.